# Odontomachus
Odontomachus este un gen de furnici numite în mod obișnuit furnici cu maxllar capcană răspândite la tropice și subtropice în întreaga lume.

## Prezentare generală

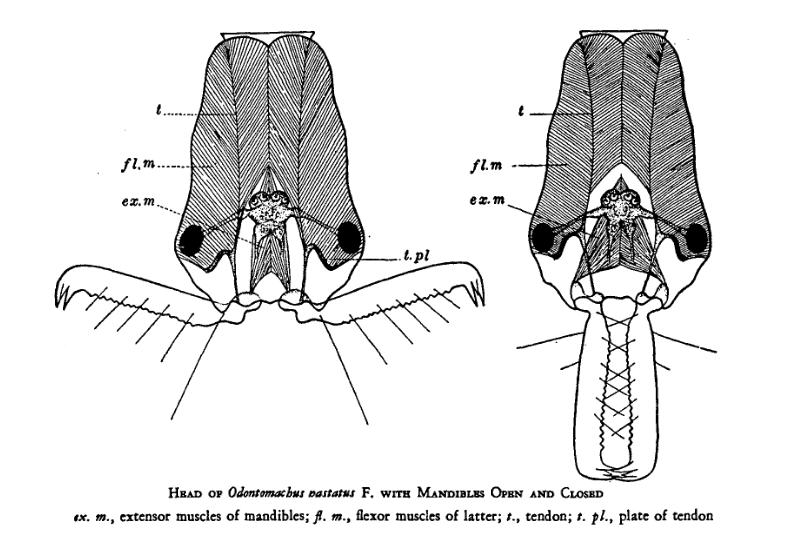
Capul unei O. hastatus

Cunoscute în mod obișnuit ca furnici cu maxilar-capcană, speciile din Odontomachus au o pereche de mandibule mari, drepte, capabile să se deschidă la 180°. Aceste fălci sunt blocate în poziție printr-un mecanism intern și se pot închide peste pradă sau obiecte atunci când sunt este atins părul senzorial din interiorul mandibulelor. Mandibulele sunt puternice și rapide, dând furnicii numele său comun. Mandibulele fie ucid, fie mutilează prada, permițând furnicii să o aducă înapoi la cuib. Furnicile Odontomachus își pot bloca și sparge din nou cu fălcile dacă o singură mușcătură nu este suficientă sau pentru a tăia bucăți de mâncare mai mari. De asemenea, mandibulele permit mișcări lente și fine pentru alte sarcini, cum ar fi construirea cuiburilor și îngrijirea larvelori. S-a observat și că furnicile își folosesc fălcile ca o catapultă pentru a ejecta intrușii sau pentru a se arunca înapoi pentru a scăpa de o amenințare.
Larvele furnicilor cu maxilare-capcană sunt remarcabile iind ornamentate cu vârfuri lungi și prezentând tampoane adezive dorsale pentru fixarea pe pereții interiori ai cuiburilor de furnici. Sunt larve carnivore, extrem de active. Aparent, ele suferă trei năpârliri larvare înainte de a intra în metamorfoză. Larvele lor folosesc substratul pentru a învârti coconii.

## Dieta
Furnicile cu maxilar-capcană sunt în mare parte carnivore, dar consumă, și nectar, miere de insecte și fructe coapte.

## Record de viteză
Furnicile cu maxiar-capcană din acest gen au al doilea cel mai rapid apendice prădător din regatul animal, după furnica dracula (Mystrium camillae). Un studiu asupra furnicilor Odontomachus bauri a înregistrat viteze de vârf între 126 și 230 km/h, fălcile închizându-se în doar 130 microsecunde in medie. Forța de vârf exercitată a fost de ordinul a 300 de ori greutatea corporală a furnicii și o accelerație de 1.000.000 m/s² sau 100.000 g.

## Mimetism
Genul de pianjen săritor Enoplomischus pare să imite acest gen de furnici.

## Distribuție
Speciile Odontomachus se găsesc în America Centrală și de Sud, Asia, Australia și Africa.
În Statele Unite, O. haematodus a fost „înregistrată în Alabama încă din 1956, dar acum cercetătorii au confirmat oficial că specia s-a răspândit pe coasta Golfului, cel puțin la est până în Pensacola, Florida”. În trecut, O. ruginodis se credea că se limitează la regiunea Orlando, dar Magdalena Sorger, doctorand la North Carolina State University, a confirmat un record de O. ruginodis la peste 100 de mile nord de Orlando, în Gainesville, Florida. Cu toate acestea, Odontomachus relictus se găsește doar în „habitatul de tufă pe cale de dispariție de pe crestele antice de nisip din centrul Floridei”.

## Specii
73 de specii valabile

Larvă de O. haematodus

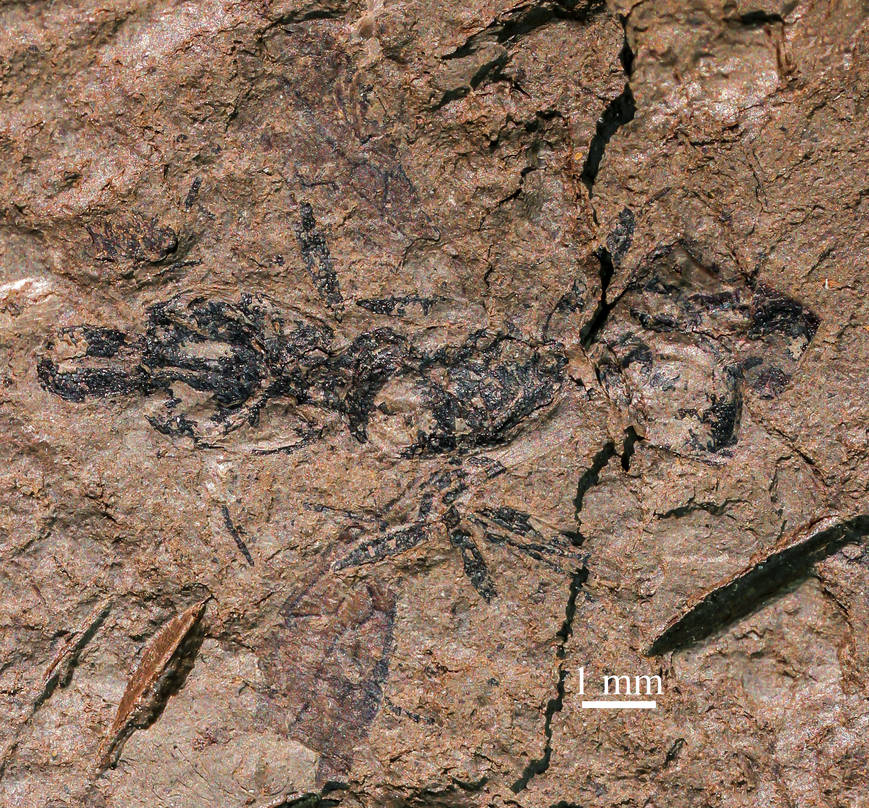
Odontomachus paleomyagra

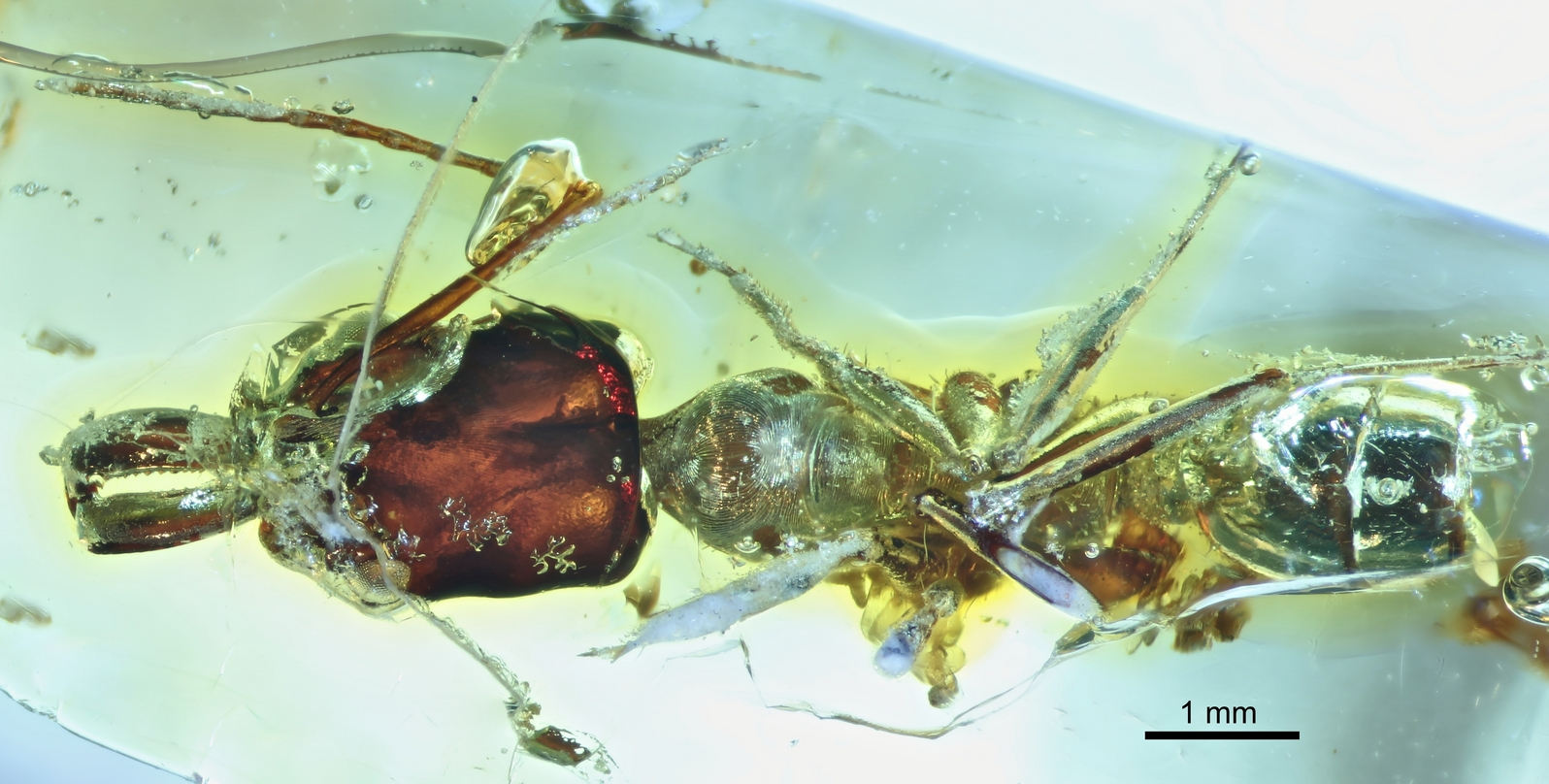
Odontomachus pseudobauri

- Odontomachus aciculatus F. Smith, 1863
- Odontomachus affinis Guerin-Meneville, 1844
- Odontomachus alius Sorger & Zettel, 2011
- Odontomachus allolabis Kempf, 1974
- Odontomachus angulatus Mayr, 1866
- Odontomachus animosus Smith, 1860
- Odontomachus assiniensis Emery, 1892
- Odontomachus banksi Forel, 1910
- Odontomachus bauri Emery, 1892
- Odontomachus biolleyi Forel, 1908
- Odontomachus biumbonatus Brown, 1976
- Odontomachus bradleyi Brown, 1976
- Odontomachus brunneus (Patton, 1894)
- Odontomachus caelatus Brown, 1976
- Odontomachus cephalotes Smith, 1863 (Indonesia, Australia, etc.)
- Odontomachus chelifer (Latreille, 1802)
- Odontomachus circulus Wang, 1993
- Odontomachus clarus Roger, 1861
- Odontomachus coquereli Roger, 1861
- Odontomachus cornutus Stitz, 1933
- Odontomachus desertorum Wheeler, 1915
- Odontomachus erythrocephalus Emery, 1890
- Odontomachus floresensis Brown, 1976 (Indonesia: Flores)
- Odontomachus fulgidus Wang, 1993
- Odontomachus granatus Wang, 1993
- Odontomachus haematodus (Linnaeus, 1758) (America de Sud, introdusă în Australia înainte de 1876); specie tip
- Odontomachus hastatus (Fabricius, 1804)
- Odontomachus imperator Emery, 1887
- Odontomachus infandus Smith, 1858
- Odontomachus insularis Guérin-Méneville, 1844
- Odontomachus kuroiwae (Matsumura, 1912)
- Odontomachus laticeps Roger, 1861
- Odontomachus latidens Mayr, 1867
- Odontomachus latissimus Viehmeyer, 1914
- Odontomachus malignus Smith, 1859
- Odontomachus mayi Mann, 1912
- Odontomachus meinerti Forel, 1905
- Odontomachus minangkabau Satria, Kurushima, Herwina, Yamane & Eguchi, 2015
- Odontomachus montanus Stitz, 1925
- Odontomachus monticola Emery, 1892
- Odontomachus mormo Brown, 1976
- Odontomachus nigriceps Smith, 1860
- Odontomachus opaciventris Forel, 1899
- Odontomachus opaculus Viehmeyer, 1912
- †Odontomachus paleomyagra Wappler, Dlussky, Engel, Prokop & Knor, 2014[15]
- Odontomachus panamensis Forel, 1899
- Odontomachus papuanus Emery, 1887
- Odontomachus pararixosus Terayama & Ito, 2014
- Odontomachus peruanus Stitz, 1933
- Odontomachus philippinus Emery, 1893
- Odontomachus procerus Emery, 1893
- †Odontomachus pseudobauri (De Andrade, 1994)
- Odontomachus relictus Deyrup & Cover, 2004
- Odontomachus rixosus Smith, 1857
- Odontomachus ruficeps Smith, 1858 (Australia)
- Odontomachus rufithorax Emery, 1911
- Odontomachus ruginodis Smith, 1937
- Odontomachus saevissimus Smith, 1858
- Odontomachus scalptus Brown, 1978
- Odontomachus schoedli Sorger & Zettel, 2011
- Odontomachus scifictus Sorger & Zettel, 2011
- Odontomachus silvestrii W.M. Wheeler, 1927
- Odontomachus simillimus F. Smith, 1858 (Australia, Fiji, etc.)
- †Odontomachus spinifer De Andrade, 1994
- Odontomachus spissus Kempf, 1962
- Odontomachus sumbensis Brown, 1976
- Odontomachus tensus Wang, 1993
- Odontomachus testaceus Emery, 1897
- Odontomachus troglodytes Santschi, 1914 (Africa, Madagascar, Inner Seychelles)
- Odontomachus turneri Forel, 1900 (Australia)
- Odontomachus tyrannicus Smith, 1859
- Odontomachus xizangensis Wang, 1993
- Odontomachus yucatecus Brown, 1976